# Ромодин, Вадим Александрович
Вадим Александрович Ромодин (12 декабря 1912, Пишпек, Семиреченская область — 27 апреля 1984, Ленинград) — советский историк, специалист по истории Афганистана и Центральной Азии, кандидат исторических наук, сотрудник Ленинградского отделения Института востоковедения АН СССР (1955—1984).

## Биография
Родился 12 декабря 1912 года в Пишпеке (ныне Бишкек), Семиреченская область, Туркестанский край. В 1930 году поступил в Ленинградский морской техникум, после его завершения служил штурманом дальнего плавания в торговом флоте. В 1937 году подвергся репрессиям в рамках Большого террора, был арестован и находился под следствием. В 1939 году был освобождён и реабилитирован.
В 1939 году поступил на исторический факультет Московского государственного университета. Прерывал учёбу из-за участия во Второй мировой войне, служил военным переводчиком на 3-м Белорусском фронте, демобилизован в 1946 году в звании старшего лейтенанта. В 1948 году окончил восточное отделение исторического факультета МГУ.
Проходил аспирантуру в МГУ при кафедре истории стран Среднего Востока под руководством И. М. Рейснера. В 1951 году защитил диссертацию «Социально-экономический строй юсуфзайских племён в XIX в.» и получил учёную степень кандидата исторических наук.
В 1952—1955 годах работал в Институте востоковедения АН СССР в Москве. В 1955—1984 годах работал в Ленинградском отделении ИВ АН СССР (ныне Институт восточных рукописей РАН), где входил в Группу по изучению истории киргизов и Киргизии Сектора восточных рукописей и в Иранский кабинет.
Умер 27 апреля 1984 года.

## Награды
- Орден Отечественной войны II степени[1].
- Орден Красной Звезды[1].

## Научная деятельность
Основные направления научной деятельности:
- История Афганистана: ввёл в научный оборот официальную историю Афганистана «Сирадж ат-таварих»; писал по этнической, социальной и политической истории, истории общественной мысли Афганистана;
- История народов Центральной Азии в позднее средневековье и в новое время: писал об источниках по истории Ферганы и Кокандского ханства, переводил исторические сочинения с персидского языка.